# Carl-Bosch-Gymnasium

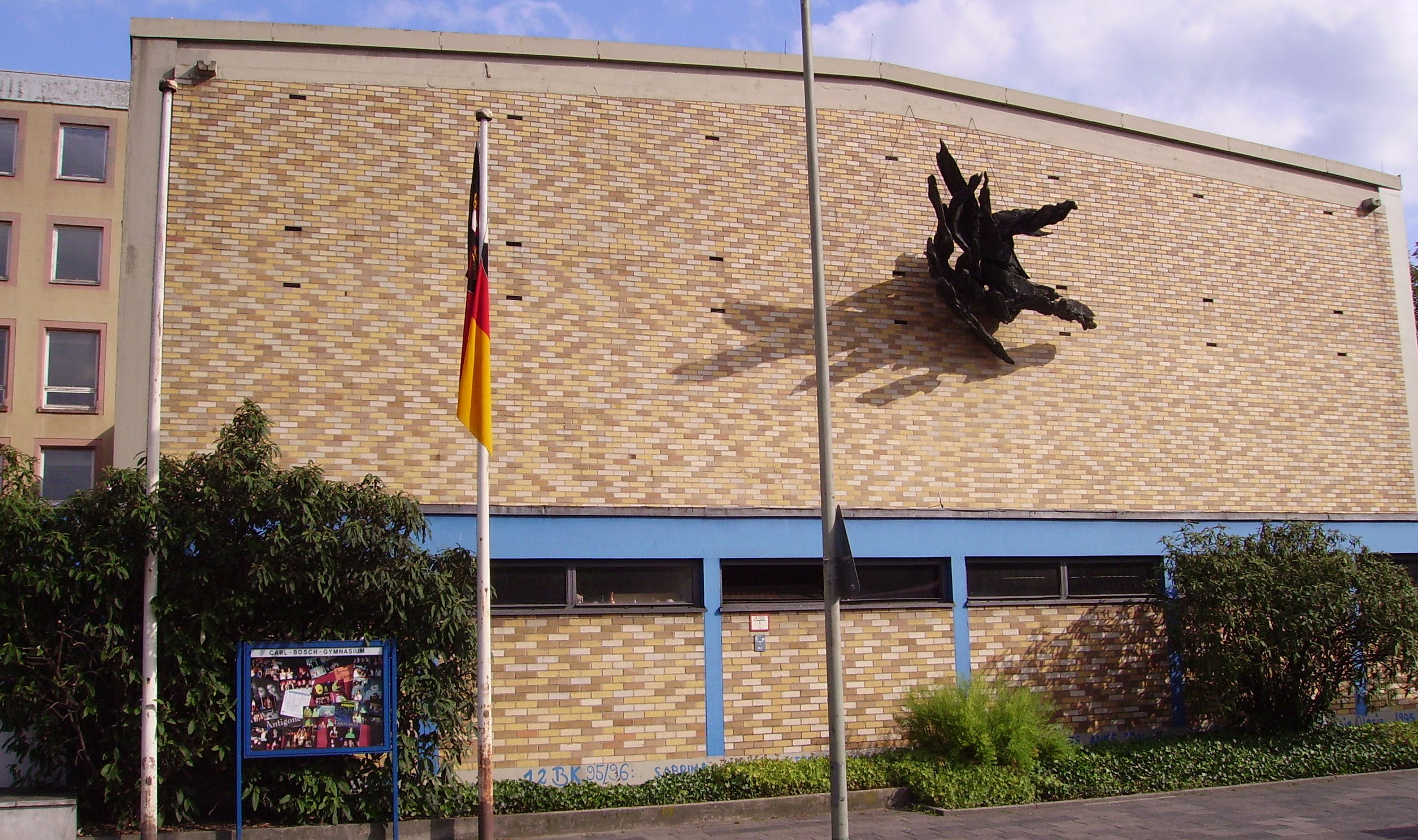
Carl-Bosch-Gymnasium

Das Carl-Bosch-Gymnasium ist ein Gymnasium in Ludwigshafen am Rhein in Rheinland-Pfalz. Es ist direkt in der Innenstadt nahe dem Rathaus-Center gelegen. Man erreicht auch die Ludwigshafener Rhein-Galerie in kürzester Zeit. Es ist sowohl durch Busse als auch durch Straßenbahnen der Rhein-Neckar-Verkehr (RNV) angebunden. Intern wird es meist nur „CBG“ genannt.

## Geschichte
1886 wurde die „Königlich Bayrische Realschule“ gegründet. Sie ist das zweitälteste Gymnasium Ludwigshafens. Vor dem Ersten Weltkrieg wurde sie zur Oberrealschule und nannte sich zunächst Königliche Oberrealschule Ludwigshafen am Rhein und später nur noch Oberrealschule Ludwigshafen. Danach wurde sie 1965 nach dem Chemie-Nobelpreisträger Carl Bosch benannt. Zusammen mit einer anderen Schule war das CBG von 1985 bis 1996 als erstes Gymnasium des Landes in ein Projekt zur Begabtenförderung als Schulversuch eingebunden, den anschließend auch weitere Gymnasien übernahmen. Das Modell als Ganztagsschule besteht seit dem Schuljahr 2006/2007.

## Beschreibung

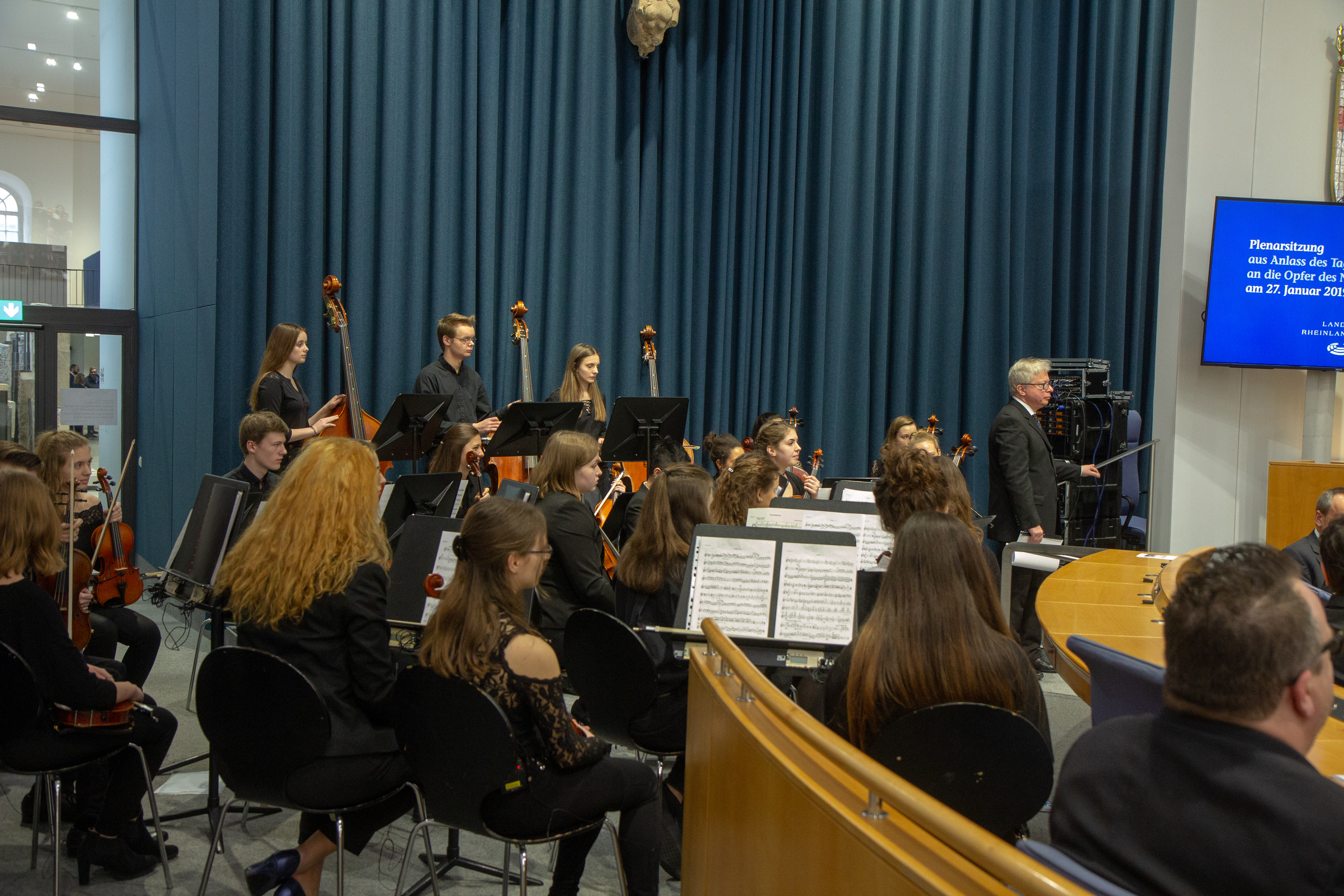
Das Kammerorchester beim Tag des Gedenkens an die Opfer des Nationalsozialismus 2019 im rheinland-pfälzischen Landtag

Das Gymnasium bietet seit 2006 ein Ganztagsschulangebot mit Mittagessen in der schuleigenen Mensa an. Am Mittwochnachmittag finden Projekte statt, die zwei Stunden umfassen. Des Weiteren organisiert das Gymnasium für die Klassen 5, 7, 10 und 12 Klassenfahrten.

### Schwerpunkte der Schule
Das Gymnasium hat zwei Schwerpunkte:
- den musischen Schwerpunkt: Die Schüler sollen Fähigkeiten durch das Erlernen eines Blas- oder Streichinstrumentes bekommen. Instrumente können bis zur sechsten Klasse von der Schule geliehen werden. Jedes Jahr finden die „Sommernachtskonzerte“ statt, in denen die Schüler ihre Fähigkeiten in einem Orchester vorführen können. Diese Konzerte stellen seit vielen Jahren ein Highlight im Schuljahr dar und haben inzwischen knapp 8.000 Zuschauer.
- den naturwissenschaftlichen Schwerpunkt: In der Orientierungsstufe werden die naturwissenschaftlichen Fächer Biologie, Chemie und Physik in einem Fach NaWi unterrichtet. In der Mittelstufe wird dann zusätzlich in Klasse 7 ein Physik-Praktikum, in der 8. Klasse ein Biologie-Praktikum und in Klasse 9 ein Chemie-Praktikum angeboten. In Klasse 10 wird ein Mathematik-Informatik-Praktikum angeboten.[8]

In der 10. Klasse wird ein zweiwöchiges Betriebspraktikum angeboten.

### Bekannte Persönlichkeiten

#### Bekannte Lehrer
- Gregory Scholz (* 1981), Politiker (SPD)
- Holger Kellmeyer (* 1981), Autor, Lehrkräftepreisträger (2020)[9]

#### Bekannte Schüler
- Stefan W. Hell (* 1962), Chemienobelpreisträger
- Walter Kohl (* 1963), Unternehmer, Autor und Sohn des Altkanzlers Helmut Kohl
- Michaela Kopp-Marx (* 1963), Literaturwissenschaftlerin
- Wilhelm Kreutz (* 1950), Historiker
- André Schürrle (* 1990), Fußballspieler
- Tim Wolff (* 1978), Satiriker

### Besonderheiten
Das Gymnasium bietet einen bilingualen Unterricht in der Sprache Englisch. Des Weiteren bietet es als zweite Fremdsprache (Wahlfach) Französisch und Latein. Als eines von wenigen Gymnasien in Rheinland-Pfalz bietet es auch die Möglichkeit, die Fremdsprache Russisch zu lernen. Die dritte Fremdsprache ist freiwillig. Darin kann man dann entweder Latein, Französisch oder Russisch wählen.

### Auszeichnungen
Das Gymnasium wurde am 25. September 2012 in Mainz als MINT-freundliche Schule ausgezeichnet.
Zudem wurde es im Herbst 2013 mit dem „Schule ohne Rassismus, Schule mit Courage“ Preis ausgezeichnet.

### Kunst am Bau
Die Turnhalle des CBG wird seit 1965 durch das Werk der „Gestürzte Prometheus“ des Landauer Künstlers Michael Croissant beschattet.

### Weitere Infos
Das CBG ist Partnerschule von Explore Science im Mannheimer Luisenpark und wirkt seit 2011 an der dortigen Ausstellung mit. Zudem kooperiert das Gymnasium im Rahmen des naturwissenschaftlichen Praktikums mit der Technischen Hochschule Mannheim.
Es werden Kontakte zur BASF gepflegt, wodurch regelmäßig Besuche in den verschiedenen Schülerlaboratorien stattfinden. Hierbei können Schüler/-innen der Orientierungs-, Mittel- und Oberstufe in den Fächern Biologie und Chemie einen ganzen Vor- oder Nachmittag zu bestimmten Themenstellungen experimentieren.